# Mapobi
Mapobi est un village de la région du Centre du Cameroun, situé dans la commune de Dibang. 

## Population et développement
La population de Mapobi était de 107 habitants dont 62 hommes et 45 femmes, lors du recensement de 2005.     